# Bolo alavés
El bolo alavés es un deporte tradicional vasco que se practica en gran parte de los municipios del territorio alavés. Actualmente  esta disciplina forma parte de la Federación Alavesa de Bolos y la Federación Vasca de Bolos.

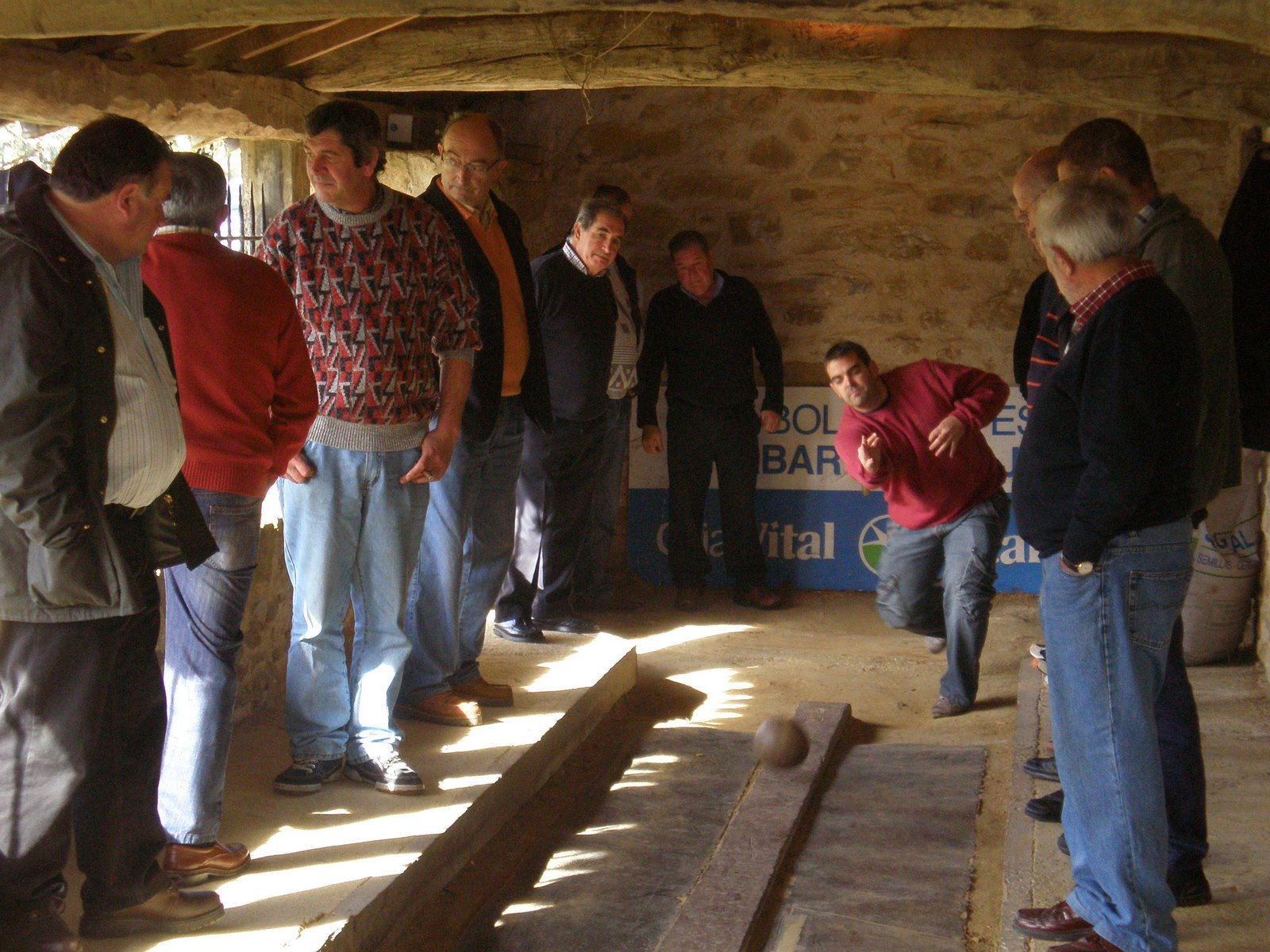
Una partida en Murúa (Cigoitia).

## Historia
El juego de los bolos ha sido tradicionalmente uno de los pasatiempos principales del territorio alavés y está  reconocido como deporte desde el siglo XIX.

No se sabe a ciencia cierta el momento de inicio de esta disciplina, pero se tiene constancia de que entre los siglos XV y XVI su práctica se había extendido por todo el territorio alavés. Para aquel entonces había boleras en casi todas las aldeas y alrededor de la capital (Vitoria) se situaban las boleras más concurridas(las boleras de Durana, La de la calle San Antonio, calle Francia, Betoño,Armentia y Gamarra)

El investigador Gerardo Díaz de Guereñu Galarraga recopiló datos en los que la iglesia dejaba constancia de la práctica de este deporte. La mayoría de estos hallazgos hacían referencia al alquiler de las boleras, las normas del juego o las reprimendas de los párrocos hacia los jugadores que interrumpían el rezo al jugar en las proximidades de la iglesia.

Los partidos de bolo alavés se solían disputar en domingos y festivos. Estos eventos se caracterizaban por las fuertes apuestas que se llevaban a cabo(especialmente los días de mercado), en las que se han llegado a jugar las ganancias que se han obtenido por las ventas del día o las adquisiciones que se habían obtenido en el mercado( ganado, productos agrícolas...)

En cuanto al terreno de juego, casi todas las aldeas trataban de hacerse con un bolatoki (bolera). Hasta hace apenas una década, estos lugares se encontraban, en mejor o peor estado de conservación, junto a la iglesia o sidrería del lugar.

Para la construcción de estos "bolatokis", el ayuntamiento arrendaba  el terreno a un particular y concedía permiso para talar un número determinado de árboles o el empleo de restos de locales públicos (escuelas, ayuntamiento...) para el levantamiento del local. Las boleras frecuentemente estaban anexionadas a un bar, sidrería o merendero y servían como complemento del negocio.

## Formas de juego
Cada zona del territorio alavés ha conservado sus peculiaridades del juego. En el juego de bolos no existe unas normas unificadas y por esta razón se pueden encontrar diferencias en la forma de juego y el la dimensión del terreno de juego. Las modalidades de juego se clasifican según la disposición de la loma(tabla sobre la que rueda la bola)en el terreno de juego y en función de la colocación de los bolos sobre la pista. Estas son las diferentes modalidades:

Modalidades de juego con loma central

"Ribereño": Estilo de juego propio de las tierras de la Rivera Baja, Zambrana,Ocio, Santa Cruz del Fierro, Salinillas de Buradón y Samaniego.

"Berantevilles": Modalidad de juego propia de Berantevilla, Armiñón y Estavillo.

Bolo Alavés o "de la llanada": Es la modalidad más extendida por el territorio alavés, destacando las localidades de La Llanada, Tierras de Cuartango, Araya, Santa Cruz de Campezo, Cigoitia, Zuya y Villarreal.

Modalidades de juego con loma lateral

"Aramaiotarra": Modalidad propia del Valle de Aramayona.

Juego de la palma "a remonte": Propia de Barrundia.

Juego de la palma "salinero": Propia de Salinas de Añana.

Modalidades de juego con doble guía

"Juego del 9 gobiotarra": Propia de la zona de Valdegobía

"Nueve losino"o "tres tablones": Propia de la zona de Valderejo y Fresneda.

"Juego del nueve ayalés":Jugado en todo el País Vasco, y dentro de Álava destaca el valle de Ayala

Modalidades desaparecidas

"Juego de manillas riojano": Destacaba por ser un juego cuyo objetivo eran las apuestas. No era un juego de recreo.

## La pista de bolo alavés o "de la llanada"
La pista mide de 25 a 30 metros de largo y 4,5 metros de ancho. Se divide en 3 partes:

Pato o parra: Es el punto del que parte el jugador para lanzar la bola. Es un travesaño de madera, de 1,2 a 1,5 metros de largo, una anchura de 0,3 a 0'4 metros y con una inclinación del 10% que se localiza transversalmente a la tabla o loma.

Tabla o loma: Es el tablón de madera por donde rueda la bola y une la zona de lanzamiento con la zona de los bolos. Mide de 18 a 21 metros de largo y de 8 a 12 centímetros de ancho. La zona más cercana a la zona de lanzamiento mide 4 centímetros de grosor e irá aumentando hasta los 10 centímetros que medirá el extremo opuesto del tablón.

Zona de bolos: Se localiza al final de la pista y se caracteriza por ser el lugar donde se ubican los bolos. Mide de 4,1 a 4,5 metros de ancho. Justo al final de la tabla se encuentra la case del "cantón"(punto que marca el lugar del bolo cantón). en el lado izquierdo de la pista se localizarán,a 1,9 metros de distancia entre sí, las case de los bolos "medio" y "carraca". La case del bolo guarda es la única que se sitúa en el lado derecho de la pista y se coloca a 3,4 metros respecto a las case de los bolos "cantón" y "carraca".

## Los bolos

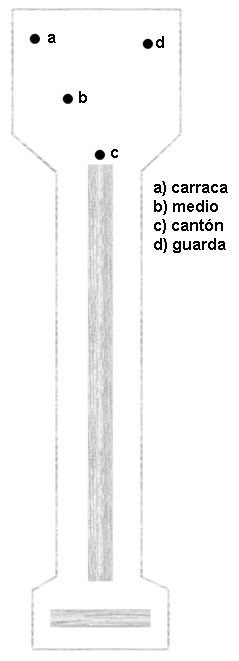
Posiciones.

Están hechos de madera noble tallada. Existen 4 bolos en función de la posición(guarda, cantón, carraca y medio), pero físicamente solo se observan 2 tipos:

Bolo cantón: Es el bolo que se localiza al final de la loma. Tiene una medida de 30 a 32 cm de alto y un diámetro de 6,5 a 7,5 centímetros en la cabeza y base y 8,5 a 9,5 centímetros en la panza.

Medio, carraca y guarda: Son aquellos que se colocan uno en cada case restante, de forma indistinta. Tienen una altura de 28 a 30 centímetros y un diámetro de 5,5 a 6,5cm en la cabeza y base y 6,5 a 7,5 en la panza.

## La bola
Debe estar hecha de madera noble torneada y lisa. Será completamente esférica y de 160 a 170 milímetros de diámetro. Su peso oscilará entre los 2,4 y 2,7 kilos.

## Reglamento
http://www.bolajoko.org/gfx/Descargas/Reglamentos_de_juego/Reglamento_Bolo_alaves.pdf

## Sistema de puntuación
0 puntos: No derriba el bolo cantón o la bola se sale de la loma.

1 punto:Derriba el cantón.

2 puntos:Derriba el cantón y otro bolo.

3 puntos: Derriba el cantón y dos bolos.

4 puntos Derriba el cantón y tres bolos.

## Campeonatos, torneos y liguillas
campeonatos

1-Campeonato San Prudencio.

2-Campeonato veteranos.

3-Campeonato de la Virgen Blanca.

4-Copa Presidente.

5-Campeonato de Álava.

6-Campeonato de campeones.

7-Campeonato Asamblea.

Torneos

1-Torneo interpueblos Caja Vital Kutxa.

2-Campeonato de la amistad.

3-Campeonato de Euskadi.

4-Torneo interpueblos Diputación Foral de Álava.

Liguillas

1-Liguilla alavesa

2- Exhibición Fiestas Virgen Blanca

3-Campeonato de otoño por parejas